# Гайдукова
Гайдукова — російське прізвище.

## Відомі носії
- Гайдукова Любов Іванівна (нар. 1951) — українська радянська діячка, машиніст крана управління будівництва Харківського метрополітену. Депутат Верховної Ради УРСР 10-11-го скликань.
- Марія Гайдукова — словацький астроном, на честь якої названо астероїд головного поясу 9822 Гайдукова.